# Стрелац А
Стрелац А (лат. Sagittarius A, Sgr A) је радио-извор који се налази у сазвежђу Стрелац (сазвежђе) и представља најснажнији радио извор у нашој галаксији и њено средиште. Састоји се из два дела — источног и западног. Источни Стрелац А је извор синхротронског зрачења и највероватније представља остатак супернове. Западни Стрелац А је облак врелог гаса у коме се налази Стрелац А*, компактан (угаони пречник мањи од 0,002”, линеарни пречник мањи од 15 АЈ, односно мањи од орбите Сатурна) променљиви извор радио-зрачења.
Овај део Млечног пута је недоступан за проучавања у видљивом делу спектра, али до Земље долазе радио, инфрацрвени и X-зраци. Захваљујући њима, могуће је пратити кретање и измерити масе звезда у Стрелцу А*. Звезде удаљене до 0,1 светлосне године се крећу пратећи Кеплерове законе око радио-извора у средишту. Ма основу трећег Кеплеровог закона израчуната је маса овог извора која износи приближно 3,7 × 106 M☉. Верује се да је у питању црна рупа која представља само средиште Млечног пута. Мерења показују и да Стррелац А* нема сопствено орбитално кретање, што потврђује да је у питању средиште наше галаксије. Стрелац А* је окружен диском врелог вртлога гаса, као у случају активног галактичког језгра, само мањег интензитета.
У оквиру Стрелца А налази се и отворено звездано јато састављено од младих врелих звезда B-класе, означен као IRS 16. На 3,1 светлосној години од средишта, налази се и облак гаса у облику грчког слова θ (тета), а анализе указују да спољашњи прстен и пречка нису истог порекла. Гас у пречки је неочекивано врео. У околини се налазе и други филаменти и лукови гаса који емитују синхротронско зрачење.

## Дводимензионална величина
Дводимензионална величина Стрелца А* је утврђена, базирајући се на посматрањима ВЛБА, што доприноси објашњењу
црног диска, и увећању диска на емисији радио спектра. Ова мерења су изведена уз коришћење
таласне дужине од 7 mm, што омогућава детерминисање величине. Резултати су показали да је Стрелац А* елиптичан гаусовски, велике полуосе 35.4 x 12.6 Rs, са нагибом 95 степени источно од севера. Запажања за откриће овога су пронађена открићем инфра црвених бљесака, као и рендгенских зракова примећених од стране НуСтара.

## Спирале СтрелцаА
Студија урађена са мерењем паралелних оса и покретима 10 масивних региона у краку Стрелца у Млечном путу где су настајале звезде. Подаци су прикупљени уз коришћење једног од главних пројеката ВЛБА, а резултати су обрађивани како би се открила физичка својства ових области. Резултати су показали да је нагибни угао спирала 7.3± 1.5 степени, и откривено је да је полу ширина кракова Млечног пута 2 kpc (мера за дужину, износи 3.08567758 × 10^19 m). Најближа рука од Сунца удаљена је 1.4 ± 0.2 kpc.

## Стрелац А исток
Овај део је приближно широк 25 светлосних година и има одлике остатака супернове од експлозије која се догодила између 35.000 и 100.000 година пре нове ере. Како год, требало би 50 до 100 пута више енергије од стандардне супернове да би настала структура ове величине и енергије. Сматра се да је Стрелац А исток остатак од експлозије звезде која је била гравитационо компримована услед блиског приласка централној црној рупи.

## Стрелац А запад
Стрелац А запад има изглед троруке спирале, са Земљине тачке посматрања. Због овога, такође је позната као Миниспирала. Чини је неколико облака прашине и гаса, који круже и падају на Стрелац А*, брзином од 1000 km/s. Површински слој ових облака се састоји од јона.
Стрелац А запад је окружен масивном грумењем хладног молекулског гаса, циркумнуклеарним диском (CND). Природа и кинематика северне руке Стрелца А запад указују да је то некада био грумен у CND-у, који је пао услед неких сметњи, можда је експлозија супернове одговорна за Стрелац А исток. Северна рука је веома светао северно-јужни гребен емисије, али се продужује далеко на исток и може бити детектована као таман издужени извор.
Западнији лук се тумачи као јонизована унутрашња површина CND-а. Источна рука и Bar (пречага), изгледају као два додатна велика облака, слични Северном краку, иако не деле исто подручје орбите. Процењени су на око 20 маса Сунца.
На врху ових гломазних структура могу се видети многи мањи облачићи и рупе унутар већих облака.
Најистакнутија од ових сметњи је Minicavity (минишупљина), које је представљена као балон унутар северног крака, насталог услед деловања звезданог ветра пореклом од масивне звезде која није јасно идентификована.

## Стрелац А*
Астрономи имају доказ да се у центру наше галаксије налази супермасивна црна рупа. Стрелац А* (Сгр А*) је најверодостојнији кандидат за локацију супермасивне црне рупе. Веома велики телескоп и телескопи Keck (Кек) детектују звезде које круже око Сгр А* брзинама већим од било којих других звезда у галаксији.
Једна звезда означена S2, ротира око Сгр А* брзином већом од 5000 km/s.
Очекује се да ће се облак гаса и црна рупа сударити у 2015. и обезбедити додатне информације.